# Muscolo papillare
I muscoli papillari sono appendici di muscolatura cardiaca che protrudono all'interno delle cavità ventricolari. Sono la sede d'inserzione delle corde tendinee e quindi impediscono ai lembi delle valvole atrioventricolari di prolassare durante la sistole ventricolare.

## Anatomia
I muscoli papillari si differenziano dalle altre trabecole carnee della superficie interna dei ventricoli per il solo fatto che si proiettano nella cavità. Per questo sono considerati trabecole carnee di 1º ordine.
Nel ventricolo destro possiamo distinguere tre muscoli papillari. Il muscolo papillare anteriore è il più voluminoso. Origina dall'estremità inferiore della trabecola settomarginale e, solitamente, è connesso mediante le corde tendinee alle cuspidi anteriore e posteriore della valvola tricuspide. Il muscolo papillare posteriore (o inferiore) origina dalla porzione posteriore del setto interventricolare. È spesso bifido e ancora i lembi posteriore e mediale della valvola atrioventricolare. Il muscolo papillare mediale (o settale) è piccolo e spesso multiplo. Origina dalla parete interventricolare ed è connesso prevalentemente al lembo mediale della tricuspide.
Nel ventricolo sinistro si individuano due muscoli papillari, spesso bifidi, che ancorano per mezzo di corde tendinee entrambe le cuspidi dalle quali è formata la valvola mitrale. Il muscolo papillare anteriore origina più lateralmente, dalla porzione sternocostale della parete del ventricolo. Il muscolo papillare posteriore è più mediale ed origina dalla regione diaframmatica.